# Mahuajco
Mahuajco är en ort i Mexiko.   Den ligger i kommunen Coxcatlán och delstaten San Luis Potosí, i den centrala delen av landet, 230 km norr om huvudstaden Mexico City. Mahuajco ligger 192 meter över havet och antalet invånare är 387.
Terrängen runt Mahuajco är kuperad åt nordost, men åt sydväst är den bergig. Runt Mahuajco är det ganska tätbefolkat, med 100 invånare per kvadratkilometer. Närmaste större samhälle är Villa Terrazas, 12,0 km sydost om Mahuajco. I omgivningarna runt Mahuajco växer huvudsakligen savannskog.